# Княжиха (Тверская область)
Княжи́ха — село в Бежецком районе Тверской области. Входит в состав Шишковского сельского поселения. До 2006 года центр Княжихинского сельского округа.

## География
Находится в 22 километрах к западу от районного центра Бежецк, на автодороге «Вышний Волочёк—Бежецк—Сонково». В 2 км к северу от села проходит железнодорожная линия Бологое — Сонково — Рыбинск, на ней — станция Викторово.
Население по переписи 2002 года — 154 человек, 70 мужчины, 84 женщины.

## История
Во второй половине XIX — начале XX века деревня Княжиха в составе Константиновской волости Бежецкого уезда Тверской губернии. В 1887 году — 63 двора, 358 жителей. Рядом находился погост Иоанн Милостевый с церковью, где проживало 23 человека в 3 дворах. Позднее погост слился с деревней.
В Советское время село Княжиха центр одноимённого сельсовета Бежецкого района, центральная усадьба и правление колхоза «Знамя», МТФ, мехмастерская, магазин, восьмилетняя школа, ДК. В 1989 году 236 жителей.

## Население
| 1859 | 1887 | 1989 | 1996 | 2002 | 2010 |
| ---- | ---- | ---- | ---- | ---- | ---- |
| 332  | ↗358 | ↘236 | ↘183 | ↘154 | ↘82  |

## Достопримечательности
- В Княжихе находятся два христианских культовых сооружения. Напротив кладбища располагается Троицкая церковь 1825 года постройки. У церкви не сохранился купол и завершение колокольни. Западнее расположена церковь Иоанна-Милостивого. Правый её придел — иконы Богоматери Всех Скорбящих Радость был освящен в 1901 году, левый придел Иоанна Милостивого — в 1902, в 1907 году церковь была расписана. Рядом с церковью находится здание колокольни 1905—1912 годов постройки с пристройками в которых располагалась сторожка и церковно-приходская школа на 60 мальчиков[5].

церковь Троицы Живоначальной
церковь Иоанна-Милостивого